# Aishuu
Aishuu (哀愁 , övers. Sorg?) är en EP av det japanska rockbandet MUCC, släppt den 25 december 2001. Albumet innehåller nyinspelningar av låtar från deras demokassetter och kan därför anses vara bandets första samlingsalbum, men i officiella sammanhang benämns skivan som en EP. Skivan var begränsad till 5 000 exemplar och förpackades i en liten papplåda tillsammans med ett 108-bitars pussel med ett motiv föreställande bandmedlemmarna, illustrerat av sångaren Tatsurou.
Spår ett, fyra, fem och sex kommer från demon Shuuka från 1999, spår två från Tsubasa wo kudasai (1998) och spår tre utgavs första gången på NO!? i december 1997.

## Låtlista
1. "Hana" (花)
2. "Tsubasa wo kudasai" (翼を下さい)
3. "Kyousoukyoku" (狂想曲)
4. "Ayatori" (あやとり)
5. "Dilemma" (ジレンマ)

Aishuu innehåller dessutom ett dolt spår, "Robert no thema" (ロバートのテーマ), som spelas i slutet av skivan.